# 부바/키키 효과

이 그림은 사람들이 모양에 관한 소리를 완전히 무작위하게 붙이지 않는다는 증거로 이용되는 사진이다. 미국의 영어 사용 화자와 인도의 타밀어 화자 절대다수가 왼쪽을 "키키"(kiki), 오른쪽을 "부바"(bouba)라고 선택했다.

부바/키키 효과(bouba/kiki effect)는 음성과 사물의 시각적 형태 사이 관계에 대한 효과이다. 이 효과는 1929년 독일계 미국인 심리학자인 볼프강 쾰러가 처음으로 발견하였다. 쾰러는 에스파냐어를 모어로 하고 있는 테네리페섬 주민들을 대상으로 오른쪽에 있는 그림과 비슷한 모양의 그림을 보여주며 어느 것이 "타케테"(takete)인지, 어느 것이 "발루바"(baluba, 1947년 버전에서는 말루마(maluma))인지 고르게 하는 심리 실험을 하였다. 실험 결론에서 명확하게 언급하지는 않았으나 쾰러는 뾰족한 모양의 그림에 "타케테"를, 동글동글한 모양의 그림에 "발루바"를 대부분 짝지으러 했다는 강한 선호도가 있었다고 언급하였다.

## 실험
2001년, V. S. 라마찬드란과 에드워드 하버드 실험팀은 미국의 영어 화자 대학생들과 인도의 타밀어 화자를 대상으로 "부바"(bouba)와 "키키"(kiki)라는 단어를 단어를 이용해 쾰러 실험을 반복하였다. 실험팀은 오른쪽과 비슷한 그림을 보여주며 "어느 쪽이 '부바'고 '키키'입니까?"라고 물었더니 두 그룹은 각각 95%와 98%가 뾰족한 모양이 '키키', 둥그런 모양이 '부바'라고 골랐다. 실험팀은 인간의 뇌가 어떻게든 모양과 소리의 추상적인 의미를 일관성있게 서로 잇고 있는 것으로 보인다고 결론내렸다.
2006년 데이픈 마우어 및 동료 연구진들은 만 2세 반 정도 되는 어린 아이들에게도 비슷한 일이 일어난다는 것을 보여주었다. 오즈투르크 및 동료 연구진들의 2013년 년구에서는 생후 4개월 정도 된 영아들에게도 성인이나 유아와 같은 소리-형태 연관 편향을 가지고 있다는 것을 보여주었다. 영아들은 서로 합동인지(각진 모양에 '키키'를, 둥근 모양에 '부바'를 대응) 아니면 서로 합동이 아닌지(각진 모양에 '부부'를, 둥근 모양에 '키키'를 대응)을 구분하였다. 이 결과를 통해 연구진들은 소리와 모양의 대응이 언어의 학습보다 더 우선한다고 보았다. 또한 성인들은 유아와 마찬가지로 모양과 음성을 맞추기 위해 자음과 모음을 대응하였는데 모음과 자음이 충돌할 때 성인은 자음을 더 우선하여 사용하였다.
기타 연구에서는 이러한 부바/키키 효과가 모든 공동체에서 발생하는 현상은 아니며, 또한 소리가 자기가 사용하는 모어에서 나타낼 수 있는 단어로 만들 수 없으면 효과가 일어나지 않는 것으로 추정된다.
부바/키키 효과는 유년기 전형적 발달을 위한 다양한 시각적 자극과 같이 결정적 시기와 큰 상관관계가 있는 것으로 추정된다. 후천적으로 시각을 잃은 사람과는 다르게 선천적인 시각장애인은 체계적인 부바/키키 효과를 보이지 않는다. 또한 자폐 장애도 부바/키키 효과를 거의 보이지 않는다. 자폐 장애가 없는 사람은 부바/키키 효과를 보이는 사람이 88%에 이르는 반면 자폐 장애를 가진 사람은 56%밖에 되지 않는다.
2013년 연구에서는 부바/키키 효과가 아이디어시지아(Ideasthesia)의 한 예일 수 있다는 것을 보여주었는데 이는 특정 개념/관념의 활성화(유도제)가 지각과 같은 경험을 동시에 불러일으킨다는 특정 공감각적 현상이다.

## 같이 보기
- 공감각
- 의태어
- 바바 이즈 유